# Sebastià Bonet (compositor)
Sebastià Bonet neix a Barcelona i fou un mestre de capella català del segle xviii, va ser escolà de la catedral de Barcelona, on va ser deixeble de Francesc Valls.
Aparicions documentals
- Documenta com a Aspirant de Capella de l’esglèsia parroquial de Sant Esteve d’Olot:
El 1739 va ser un dels aspirants al magisteri de capella de l'Església de Sant Esteve d'Olot després de la defunció de Josep Romero, no obstant això, la plaça es donà a Josep Carcoler. La documentació sobre la qualitat dels espirants, esmenten sobre Bonet com a un apersona de 29-30 anys, no diforme ni geperut, si de estatura, poch menos que mediana.
- Documents sobre avals del mestre Salvador Figuera (mestre de Sta. Maria del Mar) i de Tmàs Milans i Campus (mestre de St. Just i Pastor de Barcelona):
Aquests documents esmenten sobre Bonet, com a una persona coneguda i considerada dintre els cercles musicals de Barcelona, resaltan el seu enginy compositiu i la seva potenciía alhora de executar cant pla del cor de la comunitat.